# Dobrinište
Dobrinište (bulharsky Добринище) je město ležící v jihozápadním Bulharsku, v údolí oddělujícím tři pohoří: Rila, Pirin a Rodopy. Nachází se 6 km od Banska, správního střediska stejnojmenné obštiny, a má přibližně 2 500 obyvatel.

## Historie
Nejstarší osídlení je doloženo z mladší doby kamenné, nalézá se na břehu řeky Valjabica nedaleko zdejšího minerálního pramene. Sídliště přetrvalo od první poloviny 6. tisíciletí př. n. l. až do starověku a jsou zde doloženy stopy jak po thrácké, tak i pozdější římské kultuře. V průběhu 7. století bylo místní thrácké obyvatelstvo postupně vytlačováno slovanským kmenem Smoljanů, kteří osídlili celý horní tok Mesty. Nedlouho poté sem přibyli i Protobulhaři.
Počátky osmanské nadvlády byly provázeny znovuosídledím thráckých sídlišť, podle nálezů nejspíše Bulhary, kteří zde hledali úkryt před Turky. První písemná zmínka pochází z přelomu 15. a 16. století za panování sultána Bajezida II. V roce 1605 je zdejší dědina zaznamenána jako Dobruştene.
Koncem 18. a na počátku 19. století začala ves hospodářsky vzkvétat a v důsledku toho místní obyvatelé mohli v roce 1846 otevřít školu. Podle záznamů bylo tehdejší obyvatelstvo nábožensky smíšené, ale při sčítání v roce 1873 zde bylo zaznamenáno 333 domácností, 1000 mužských křesťanských obyvatel a 80 Pomaků. Podobné údaje pocházejí z roku 1889 – 250 bulharských a 12 pomackých domů. Podle Vasila Kănčova tu v roce 1900 žilo 1 540 bulharských křesťanů, 240 Pomaků a 45 Cikánů. Město patří k Bulharsku od první balkánské války v roce 1912. Do roku 1966 neslo název Dobriništa. Městem je od roku 2006.

## Obyvatelstvo
K 15. září 2024 ve městě žilo 2 535 obyvatel a bylo zde trvale hlášeno 2 758 obyvatel. Podle sčítání 1. února 2011 bylo národnostní složení následující:
- Bulhaři: 2 510 (98.8 %)
- Romové: 31 (1.2 %)

## Hospodářství
Dobrinište je významným lázeňským střediskem. Vyvěrá tu 17 minerálních pramenů o teplotě 30 – 43 °C. Od roku 1945 sem vede úzkokolejná trať z města Septemvri.